# Sorokin
Sorokin je priimek več oseb:
- Konstantin Leontevič Sorokin, sovjetski general
- Stepan Andrejevič Sorokin, sovjetski general
- Aleksander Grigorevič Sorokin, sovjetski general
- Isaj Mojsejevič Sorokin, sovjetski general
- Nikolaj Evgenjevič Sorokin, sovjetski ruski filmski in gledališki igralec, gledališki režiser, politik